# Список музеев Ульяновска
В список музеев Ульяновска вошли музеи, которые входят в городской округ Ульяновск.

## История
Первым музеем Симбирска-Ульяновска стал открытый 17 марта 1838 года Симбирский Губернский Музеум, о чём сообщили «Симбирские Губернские Вести» опубликовав сообщение «Об открытии в городе Симбирске Губернского Музеума» Петром Михайловичем Языковым, но он сгорел в Симбирском пожаре 1864 года.
Коллекция Художественного музея, которая начала формироваться с 1895 года, как художественный раздел историко-археологического музея Симбирской губернской учёной архивной комиссии. С 1897 по 1918 года в доме на углу Стрелецкой и Сенной улиц, принадлежавшем Я. В. Балясову, размещался музей ученой архивной комиссии. 7 (20) апреля 1909 года — день официального открытия Симбирского естественно-исторического музея.
В 1903 году Е. М. Перси-Френч купила в Симбирске один из престижных домов по улице Московской (ныне ул. Ленина, 59), в котором создала картинную галерею, впоследствии ставшую основой художественного музея.
После революционных событий 1917 года в состав музея вошли национализированные собрания симбирских дворян, промышленников, купцов: В. Н. Поливанова, Е. М. Перси-Френч, А. В. Жиркевича, В. П. Мещеринова, Н. Я. Шатрова, С. М. Баратаева и других.
Во время Великой Отечественной войны, в Ульяновск были перевезены уникальные фонды Центрального военно-морского музея. На складе ВМФ, оборудованном в Лютеранской кирхе, поместили «дедушку морского флота» — ботик Петра I «Святой Николай». Также в Дом-музей В. И. Ленина были перевезены на хранение  экспонаты из Горок и Кремлёвского кабинета В. И. Ленина, которые сопровождали заведующий Горкинским музеем И. Я. Шахов и завхоз.

## Список музеев Ульяновска
- Музей почвы в Агрономическом факультете УлГАУИсторико-литературный музей И. А. Гончарова.Ульяновский областной краеведческий музей имени И.А. Гончарова (бульвар Новый Венец, 3/4):
  - Ундоровский палеонтологический музей
  - Историко-мемориальный центр-музей И. А. Гончарова (ул. Гончарова, 20),
  - Музей «Конспиративная квартира Симбирской группы РСДРП 1904—1906 гг.»
  - Историко-литературный музей «Дом Языковых» (ул. Спасская, 22),
- Дом, где жила семья Ульяновых в 1876—1878 гг. (ул. Льва Толстого, 28).Государственный историко-мемориальный музей-заповедник «Родина В. И. Ленина»:
  - Музей «Симбирская фотография» (ул. Энгельса, 1Б),
  - Музей «Симбирская чувашская школа. Квартира И. Я. Яковлева» (ул. Воробьёва, 12),
  - Музей «Симбирская классическая гимназия» (ул. Спасская, 18),
  - Музей городского быта «Симбирск конца XIX — начала XX вв.» (Дом Анаксагорова (ул. Ленина, 90)).Музей городского быта «Симбирск конца XIX — начала XX вв.» (Дом Анаксагорова, ул. Ленина, 90),
  - Выставочный зал «На Покровской» (ул. Льва Толстого, 63),
  - Музей «Метеорологическая станция Симбирска. Планетарий» (ул. Льва Толстого, 67),
  - Музей «Народное образование Симбирской губернии в 70-80 гг. XIX века» (открыт 26.07.1981 г. к 150-летию Ульянова И. Н.) (ул. Энгельса, 6),
  - Историко-архитектурный комплекс «Симбирская засечная черта» (ул. Льва Толстого, 43 а),
  - Историко-этнографический комплекс «Торговля и ремесла Симбирска конца XIX — начала XX вв.» (музеи «Мелочная лавка» и «Столярная мастерская») (ул. Ленина, 76 и 76А),
  - Музей «Градостроительство и архитектура Симбирска-Ульяновска» (ул. Льва Толстого, 24),
  - Музей «Симбирское купечество» (ул. Ленина, 75А),
  - Музей «Симбирская типография» (ул. Ленина, 73),
  - Музей «Пожарная охрана Симбирска-Ульяновска» (ул. Ленина, 43),
  - Музей «Архитектуры эпохи модерна в Симбирске» (ул. Льва Толстого, 43),
  - Музей «Дом-ателье архитектора Ф. О. Ливчак» (Дом архитектора Ф. О. Ливчака; ул. Ливчака, 4),
  - Музей «Археология Симбирского края» (ул. Льва Толстого, 67) — основан 25.04.2012 году в доме дворян Языковых. Музей отображает древнюю историю области с момента появления на его территории первого человека до времени вхождения территории в состав Московского государства и основания Симбирска. Документальная экспозиция охватывает период с 1718 года до 2000-х годов[8].Музей «Пожарная охрана Симбирска — Ульяновска»
  - Музей «Почтовое дело Симбирска-Ульяновска» (ул. Ленина, 50А),
  - Детский музейный центр (ул. Льва Толстого, 49).
- Ленинский мемориалУльяновский областной художественный музей (бульвар Новый Венец, 3/4):
  - Музей современного изобразительного искусства им. А. А. Пластова (ул. Л. Толстого, 51; Дом Х. Г. Штемпеля)[9]. Открыт 1 марта 1993 года[10]
  - Музей А. А. Пластова (ул. Гончарова, 16)[11].
- Музей-мемориал В. И. Ленина (Ленинский мемориал) с филиалами: Дом-музей В. И. Ленина[12][13][14], Квартира-музей семьи Ульяновых, Дом, где родился В. И. Ленин (музей), Дом А. С. Прибыловской (музей).
- Культурно-выставочный центр «Радуга»
- Музей народного творчества, Ульяновская область
- Краеведческий и художественный музей г. УльяновскаМузей истории гражданской авиации (ул. Авиационная, 20 а),
- Мемориальная экспозиция «Карамзинская общественная библиотека»[15]
- Музей защиты детства[16]
- Музей имени Н. К. Крупской (МБОУ «СОШ № 25»),
- Музей истории и трудовой славы УАЗ[17].
- Музей Трудовой Славы Ульяновского моторного завода[18]
- «Музей естественной истории областного детского экологического центра», ГОУ.
- Музей народного творчества.
- Музей-салон камня «Симбирцит» (открыт 2005 г.[19], ул. Марата, 25).
- Рериховский центр духовной культуры (ул. Ленина, 71).
- Выставочный зал «Радуга» (п-т Тюленева, 24).
- Театральный музей Ульяновского областного театра кукол[20][21].
- Музей «Гараж СССР» (ул. Ленина, 70) — открыт в 2020 году в помещении бывшего энергохозяйства комплекса Дома-музея В. И. Ленина. Экспозиция представляет тридцать наиболее редких и уникальных образцов советской ретромототехники, мотоциклы стран варшавского договора и технику времён Великой Отечественной войны, а также автомобилей «Волга» и «Чайка»[22].
- Музеи УГПУ имени И. Н. Ульянова.
- Музей балалайки (улица Бебеля, 19) — единственный в России. Изначально музей был открыт в 2013 году на площади 27 м² в креативном пространстве «Квартал», в 2016 году музей перешёл в виртуальный формат, в октябре 2020 года вновь открылся в историческом здании — городской усадьбе симбирского мещанина Емельяна Кривова, где на площади чуть более 90 м² помимо экспозиции располагаются чайная зона и концертная площадка[23][24].

## Музеи Ульяновска в филателии
- 1954 г. № 1752. 40 к. — Дом-музей В. И. Ленина в Ульяновске. Вид с улицы (1951, из серии рисунков И. Соколова, ГТГ)[25];
- 1969 г. № 3735. 4 к. — Ульяновск (б. Симбирск). Дом, где прошло раннее детство В. И. Ленина (до 1875 г.). Слева — теплоход на Волге[26];
- 1969 г. № 3736. 4 к. — Ульяновск (б. Симбирск). Дом семьи Ульяновых, 1878—1887 гг. Ныне — Дом-музей В. И. Ленина (вид со двора). Слева — здание гимназии, в которой учился Володя Ульянов (ныне ордена Ленина средняя школа № 1)[27];
- 1971 г. № 3996. 4 к. — Ленинский Мемориал (архитектор Б. Мезенцев, М. Константинов и Г. Исакович), воздвигнутого к 100-летию со дня рождения В. И. Ленина[28].
- 1990 г. № СК5594. 5 к. — марка из серии 120 лет со дня рождения В. И. Ленина: Ульяновск, Филиал ЦМЛ (Ленинский мемориал)[29].
- 12 июня 1957 года вышел художественный маркированный конверт (ХМК) — краеведческий музей им. И. А. Гончарова (художник Н. Круглов) (переиздан в 1958 году)[30][31].
- Музей «Градостроительство и архитектура Симбирска-Ульяновска».22 мая 1957 года вышел художественный маркированный конверт (ХМК), на котором изображён Дом-музей В. И. Ленина в Ульяновске (худ. А. Ольхова) (повторён в выпуске 4.03.1960 г. в серии конвертов «По Ленинским местам»)[31].
- 21 ноября 1958 года — с изображением дома, в котором В. И. Ленин провёл раннее детство в 1871—1875 годах (дом Жарковой) (художник А. Смоляков) (повторён в выпуске 24.02.1960 г. в серии конвертов «По Ленинским местам»)[31].
- 1969 г. — ХМК СССР. Ульяновск. Дом — музей Ленина. «СГ: Филвыставка к 100 лет со дня рождения В. И. Ленина. Минск»[32].
- 10.10.1969 г. — ХМК СССР. Ульяновск. Дом И. А. Гончарова[33].
- 16.07.1969 г. — ХМК СССР. Ульяновск. Художественный и краеведческий музеи[34].
- 1971 г. — Министерство связи СССР. Ленинский мемориал в Ульяновске. Художественный немаркированный конверт первого дня франкирован маркой № 3924 (Загорский), штемпель гашения первого дня (художник Е. Гундобин)[35].
- 1978 г. — ХМК. г. Ульяновск. Дом-музей Ленина[36].
- 1980 г. — ХМК. г. Ульяновск. Здание художественного и краеведческого музеев[37].
- 28.12.1981 г. — ХМК. г. Ульяновск. Ленинский мемориал (худ. А. Жаров).
- 1984 г. — ХМК СССР. Ленинский мемориал. Дом, где родился В. И. Ленин[38].
- ХМК СССР, 1991. Ульяновск. Дом актёра, ныне — Музей «Дом-ателье архитектора Ф. О. Ливчак».
- 2003 году Министерство связи России выпустило ХМК — Ульяновск. Дом-музей поэта Н. М. Языкова[39].
- В 2006 году Министерство связи России выпустило ХМК — «Ульяновск. Комплекс Симбирской чувашской школы»[40].
- В 2006 году Министерство связи России выпустило ХМК посвящённый ИАК «Симбирская засечная черта»[41].
- В 2006 году Министерство связи России выпустило ХМК — «Ульяновск. Музей градостроительство и архитектура»[42].
- В 2006 году Министерство связи России выпустило ХМК — «Ульяновск. Музей „Мелочная лавка“»[43].
- В 2006 году Министерство связи России выпустило ХМК — «Ульяновск. Музей „Метеорогическая станция Симбирска“»[44].
- В 2007 году Министерство связи России выпустило ХМК — «Ульяновск. Музей „Симбирская фотография“»[45].
- В 2010 году Министерство связи России выпустило ХМК — "Ульяновск. Музей «Почтовое дело Симбирска-Ульяновска»[46].
- В 2020 г. — Министерство связи России выпустило ХМК. Ульяновск. 50 лет со дня открытия Ленинского мемориала[47].

- Дом-памятник Гончарову. Музеи: краеведческий и художественный.
- Дом-музей В. И. Ленина.
- Музеи В. И. Ленина.
- Ленинский мемориал.
- Малый лист Почты СССР 1970 г. на купонах которых изображены музеи В. И. Ленина в Симбирске.
- Ульяновск. Филиал музея Ленина (Ульяновск)
- ХМК РФ 1992 г. Ульяновск. Дом семьи Ульяновых.
- Конверт СССР, 1969. Ульяновск. Дом, где жила семья Ульяновых.
- ХМК СССР, 1969. Ульяновск. Дом семьи Ульяновых в 1876-78 гг.
- ХМК СССР, 1975 г. Ульяновск. Здание Художественного и Краеведческого музеев.
- ХМК РФ, 2006 г. Ульяновск. Музей «Градостроительство и архитектура».
- ХМК СССР, 1991. Ульяновск. Дом актёра, ныне - Музей «Дом-ателье архитектора Ф. О. Ливчак».
- ХМК РФ, 2003. Ульяновск. Дом-музей поэта Н. М. Языкова.

## Галерея
- Литературный музей "Дом Языковых", улица Спасская, 16 (22)
- Дом фон Штемпеля, ныне — Музей современного изобразительного искусства им. А. А. Пластова (ул. Л. Толстого, 51)
- Усадьба М. П. фон Брадке. (Тыльная сторона). Музей «Архитектура эпохи модерна в Симбирске»,  улица Льва Толстого (Покровская), 43.
- Музей "Пожарная охрана Симбирска-Ульяновска", ул Ленина.
- Дом Гончарова- Историко-мемориальный музей И. А. Гончарова (ул. Гончарова, 20)
- Дом-музей В. И. Ленина. Флигель, в котором родился В. И. Ленин.
- Музей «Конспиративная квартира Симбирской группы РСДРП (1904—1906 гг.)» (переулок Зелёный, 7)
- Музей гражданской авиации.
- Музей И. Я. Яковлева.
- Дом-музей В. И. Ленина.
- Квартира-музей семьи Ульяновых - Усадьба Жарковой, дом, в котором жила семья Ульяновых в 1871-1875 гг. в г. Симбирске, в котором родился в 1874 г. Д. Ульянов.
- Дом Прибыловской, где семья Ульяновых проживала в 1870-1871 гг.
- Музей народного образования Симбирской губернии.
- Музей «Симбирская классическая гимназия».
- Музей чувашской школы.
- Музей, где жил Ленин.
- Музей Эйнштейна.

## Музеи Ульяновска в фильмах
- В октябре 2018 года Музей истории гражданской авиации превратился в большой кинопавильон, в котором снимался двухсерийный детектив «Реставратор». (Режиссёр Карен Захаров, по заказу ТВЦ)[48].
- С 13 по 16 декабря 2021 года (с ноября 2022 г. повторили) на канале «НТВ» шёл показ 12-ти серийного т/с «Пять минут тишины. Симбирские морозы», эпизоды которого снимались в Ульяновске и его окрестностях, в том числе, съёмки которого проходили в Ульяновске, в музее «Пожарная охрана Симбирска-Ульяновска» (ул. Ленина, 43)[49].
- 16 по 20 мая 2023 года на фестивале документального кино «КрымДок» покажут фильм «Балалайка 2.0», который стал победителем конкурса «Россия — взгляд в будущее». Его сюжет рассказывает о молодом ульяновском музыканте Данииле Воронкове. Съёмки проходили в музее балалайки и мануфактуры «Балалайкеръ» в Ульяновске. Режиссёрами фильма стали Владимир Бучинский и Руслан Махмуд-Ахунов[50].